# Carlos Guirland
Carlos Alberto Guirland Báez (* 18. September 1968 in San Ignacio) ist ein ehemaliger paraguayischer Fußballspieler. Der Mittelfeldspieler nahm an zwei Südamerikameisterschaften teil.

## Karriere

### Verein
Carlos Guirland kam im Alter von 17 Jahren zu Olimpia und begann dort im Jahr 1986 seine Profikarriere. Er spielte anschließend in Argentinien und Chile für Deportivo Mandiyú, San Martín de Tucumán, Atlético Tucumán, die Chacarita Juniors, Audax Italiano und Deportes La Serena. Mit La Serena stieg er 1999 aus der Primera División als Tabellenletzter in die Primera B ab. Guirland ließ 2000 seine Karriere in der Heimat bei Universal ausklingen.

### Nationalmannschaft
Guirland debütierte im März 1989 in der Nationalmannschaft beim Freundschaftsspiel gegen Martinique. Er stand anschließend im Kader bei der Copa América 1989, kam allerdings nicht zum Einsatz. Zwei Jahre später bei der Copa América 1991 bestritt er alle vier Partien für sein Team, das es als Gruppendritter nicht in die Finalrunde schaffte. Guirland erzielte beim 5:0-Erfolg gegen Venezuela den zwischenzeitlichen 2:0-Treffer. Es war sein einziger Treffer in den acht Länderspielen, die er absolvierte.